# Six Organs of Admittance
Six Organs of Admittance è il principale progetto musicale del chitarrista statunitense Ben Chasny che fa parte anche dei Comets on Fire.
Lo stile musicale viene definito come neofolk o psycho folk, nei loro brani oltre ai classici strumenti della musica folk fanno uso di droni, campane tubolari ed eclettici elementi percussivi.
Tra le influenze musicali maggiori vengono citati sia i chitarristi della tradizione americana come John Fahey e Robbie Basho che gruppi tedeschi dalla forte contaminazione etnica come i Popol Vuh.

## Storia del gruppo
Dopo una partecipazione nel disco The Wicker Image dei Plague Lounge, Chasny realizza nel 1998 per la Pavillion l'omonimo esordio da solista con lo pseudonimo di Six Organs of Admittance. L'album registrato con un quattro tracce dallo stesso Chasny ed in origine stampato in sole 400 copie è stato riedito in CD dalla Holy Mountain con in aggiunta il singolo Invitation to the SR for Supper/Don't Be Afraid in cui partecipa Ryan Hildebrand, che diventa saltuario collaboratore di Chasny. Cardine dell'album è la piece Sum of All Heaven divisa in tre parti e lunga 17 minuti, mentre il crescendo chitarristico di Race for Vishnu ricorda lo stile di Taj Mahal.
L'anno seguente esce il secondo lavoro, Dust & Chimes, dove l'autore rielabora sempre in chiave acustica e lo-fi il folk rurale alla John Fahey e il raga-rock di matrice sixties.
Nel 2000 esce il mini-lp Nightly Trembling in edizione limitatissima. Nel 2002 esce Dark Noontide registrato sempre in lo-fi dove sono maggiori i riferimenti alla musica indiana.
Nel 2002 Chasny entra a far parte di Comets on Fire i cui componenti lo assisteranno nelle registrazioni di Compathia uscito l'anno seguente. Nel 2003 pubblica For Octavio Paz, omaggio allo scrittore messicano morto nel 1998. L'autore abbandona i suoi elettrici e l'album viene registrato completamente in acustico e senza sovraincisioni.
La fama dell'autore cresce tanto da essere notato da David Tibet dei Current 93 con cui incide in occasione della ristampa di un EP del 1999, The Manifestation un brano The Six Stations, lunga litania in cui riecheggia il suono dei Popol Vuh.
Nel 2005 si accasa alla Drag City e pubblica School of the Flower affiancato al piano dall'apprezzato session man Chris Corsano.
The Sun Awakens del 2006 è più maturo e meglio registrato dei precedenti.
Escono poi senza grossi sussulti artistici Shelter from the Ash (2007) in cui canta la sua compagna Elisa Ambrogio e con cui darà vita al progetto parallelo dei Basalt Fingers, RTZ (2009) composto da vecchie tracce rielaborate, lo sperimentale Luminous Night (2009), l'acustico Asleep on the Floodplain (2011) e Ascent (2012) dai suoni più duri e realizzato con i Comets on Fire.

## Discografia

### Album
| Anno | Titolo                                                                               |
| ---- | ------------------------------------------------------------------------------------ |
| 1998 | Six Organs of Admittance                                                             |
| 1999 | Dust and Chimes                                                                      |
| 2000 | Nightly Trembling                                                                    |
| 2001 | Songs from the Entoptic Garden (split con i Charalambides, Time-Lag)                 |
| 2002 | Dark Noontide                                                                        |
| 2003 | Compathia                                                                            |
| 2003 | For Octavio Paz                                                                      |
| 2003 | Trighplane Terraforms No.1 Split con la Magic Carpathians & Vibracathedral Orchestra |
| 2004 | The Manifestation                                                                    |
| 2005 | School of the Flower                                                                 |
| 2006 | Days Of Blood (LP, Limited edition)                                                  |
| 2006 | The Sun Awakens                                                                      |
| 2007 | Shelter from the Ash                                                                 |
| 2008 | Goatflower (CDr, Edizione limitata 100 copie fatte a mano)                           |
| 2009 | Empty The Sun                                                                        |
| 2009 | RTZ (Compilation, registrata 1999-2003)                                              |
| 2009 | Luminous Night                                                                       |
| 2011 | Asleep On The Floodplain                                                             |
| 2012 | Ascent                                                                               |
| 2024 | Time Is Glass                                                                        |

### Singoli ed EP
| Anno | Titolo                                           |
| ---- | ------------------------------------------------ |
| 2000 | Invitation to the SR For Supper 8"               |
| 2000 | Somewhere Between Her Shoulder and God 7"        |
| 2000 | The Manifestation 12"                            |
| 2001 | My Guitar Will Eat You"                          |
| 2002 | You Can Always See The Sun EP                    |
| 2004 | Stephanie Volkmar/Six Organs Of Admittance Split |
| 2005 | The Honeycreeper Smiles 7"                       |
| 2006 | Om/Six Organs of Admittance split, 7"            |
| 2007 | Proem to Empty The Sun                           |
| 2011 | Maria Kapel                                      |